# Wet op orgaandonatie
Een wet op orgaandonatie is een wet die het doneren van organen regelt in een land. Een dergelijke wet kan betrekking hebben op het doneren van organen tijdens het leven, het doneren van organen na het overlijden en onder welke omstandigheden de donatie dient te geschieden.

## België
In België is per wet geregeld dat in principe iedereen na overleden orgaandonor is, tenzij daartegen tijdens het leven bezwaar aangetekend is of waartegen de familie bezwaar aantekent. Ook kan men tijdens het leven organen doneren onder bepaalde voorwaarden. In België is dit vastgelegd in de Wet betreffende het wegnemen en transplanteren van organen.

## Nederland
In Nederland wordt het na de dood doneren van organen geregeld in de Wet op de orgaandonatie. In februari 2018 nam de Eerste Kamer het initiatief wetsvoorstel over actieve donorregistratie (ADR) aan. Dit gaf aanleiding voor een inleidend verzoek tot een raadgevend referendum over die wet.